# Mouflières
Mouflières és un municipi francès situat al departament del Somme i a la regió dels Alts de França. L'any 2007 tenia 89 habitants.

## Demografia

### Població

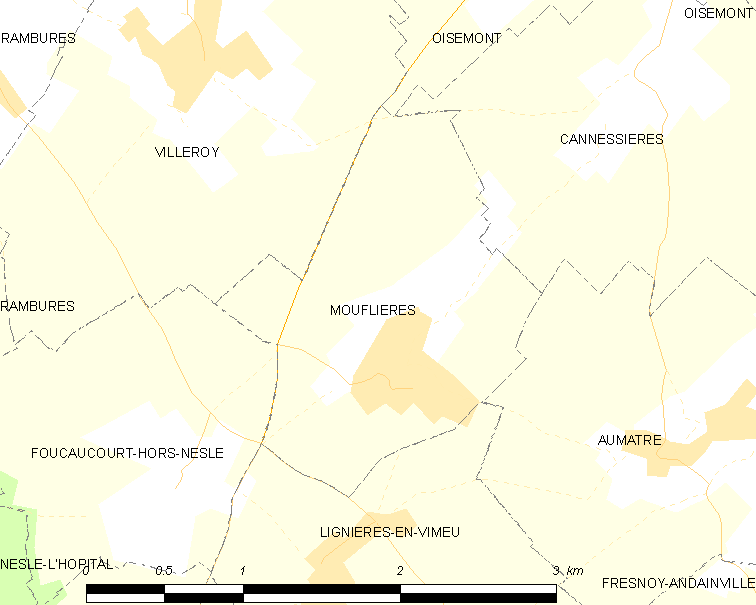

El 2007 la població de fet de Mouflières era de 89 persones. Hi havia 31 famílies de les quals 4 eren unipersonals (4 homes vivint sols), 12 parelles sense fills i 15 parelles amb fills.
La població ha evolucionat segons el següent gràfic:
Habitants censats

### Habitatges

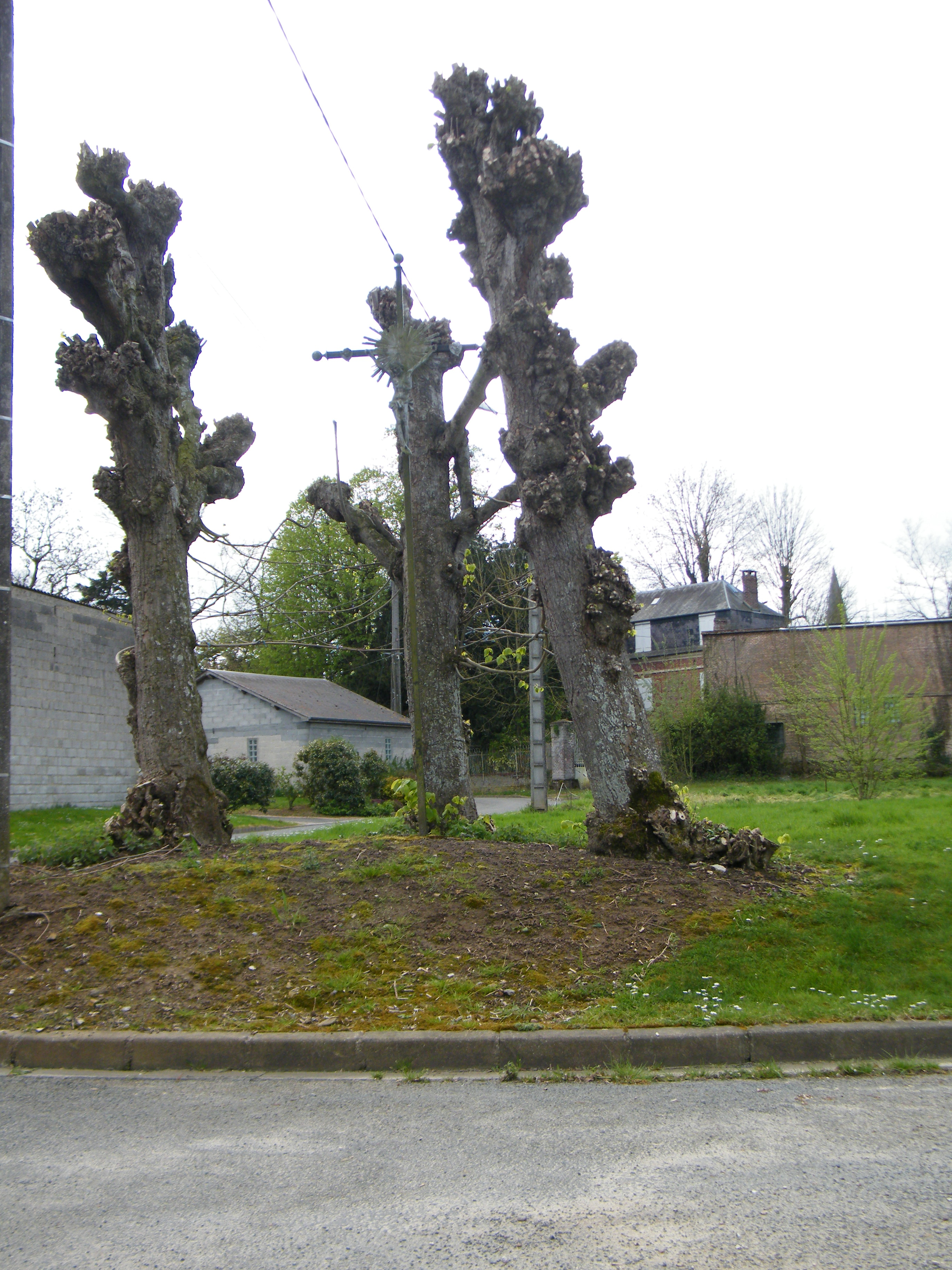

El 2007 hi havia 35 habitatges, 32 eren l'habitatge principal de la família, 2 eren segones residències i 1 estava desocupat. Tots els 35 habitatges eren cases. Dels 32 habitatges principals, 24 estaven ocupats pels seus propietaris, 5 estaven llogats i ocupats pels llogaters i 3 estaven cedits a títol gratuït; 5 tenien tres cambres, 13 en tenien quatre i 13 en tenien cinc o més. 28 habitatges disposaven pel capbaix d'una plaça de pàrquing. A 12 habitatges hi havia un automòbil i a 18 n'hi havia dos o més.

### Piràmide de població

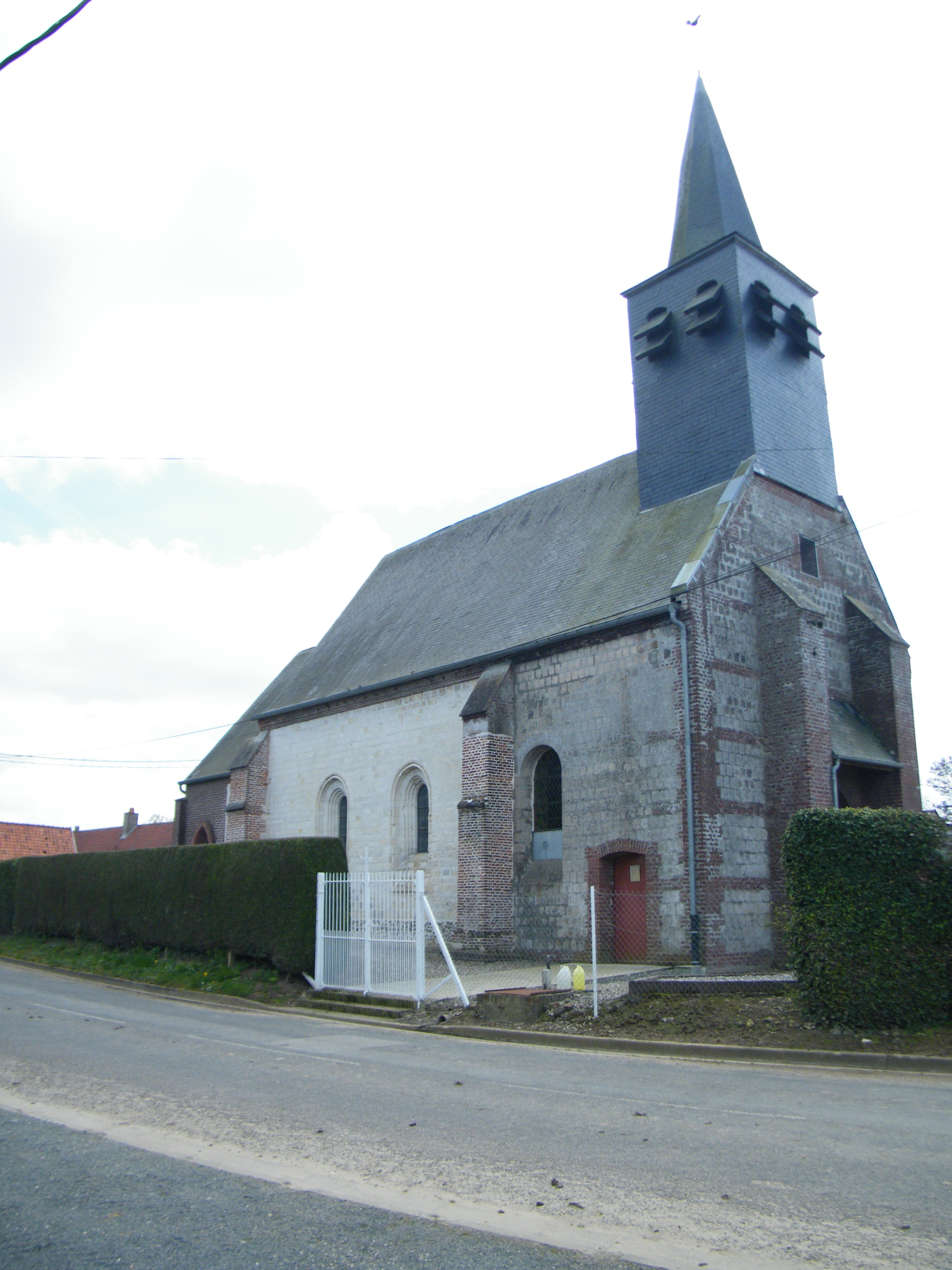

La piràmide de població per edats i sexe el 2009 era:
| Homes | Edats   | Dones |
| ----- | ------- | ----- |
| 0     | 95 o +  | 0     |
| 0     | 90 a 94 | 0     |
| 0     | 85 a 89 | 0     |
| 0     | 80 a 84 | 4     |
| 0     | 75 a 79 | 0     |
| 0     | 70 a 74 | 0     |
| 0     | 65 a 69 | 0     |
| 4     | 60 a 64 | 4     |
| 8     | 55 a 59 | 4     |
| 4     | 50 a 54 | 4     |
| 0     | 45 a 49 | 4     |
| 4     | 40 a 44 | 0     |
| 0     | 35 a 39 | 4     |
| 8     | 30 a 34 | 8     |
| 4     | 25 a 29 | 4     |
| 0     | 20 a 24 | 4     |
| 0     | 15 a 19 | 0     |
| 4     | 10 a 14 | 0     |
| 0     | 5 a 9   | 0     |
| 0     | 0 a 4   | 0     |

## Economia

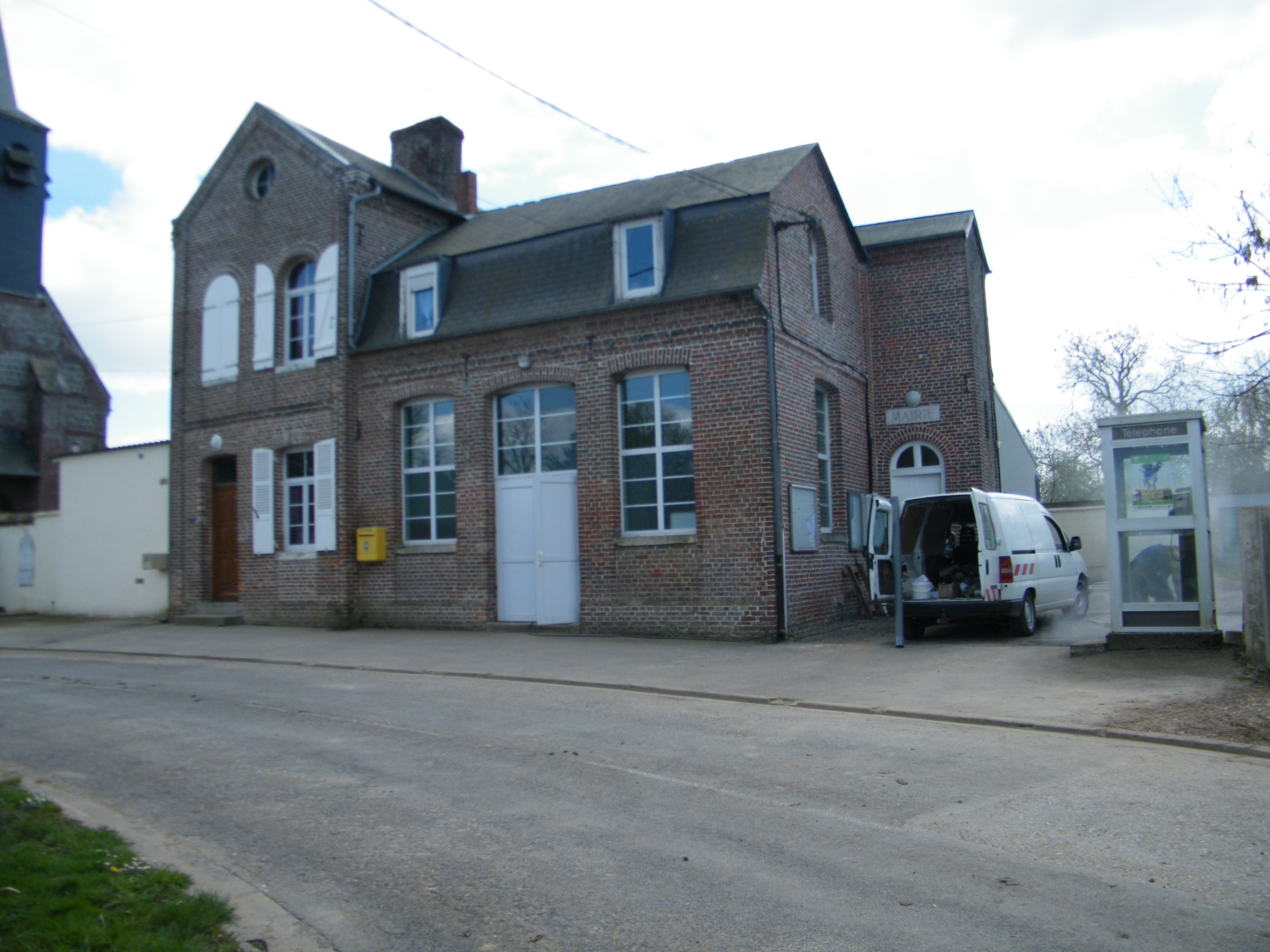

El 2007 la població en edat de treballar era de 48 persones, 35 eren actives i 13 eren inactives. Les 35 persones actives estaven ocupades(19 homes i 16 dones).. De les 13 persones inactives 7 estaven jubilades, 2 estaven estudiant i 4 estaven classificades com a «altres inactius».
Activitats econòmiques
Dels 2 establiments que hi havia el 2007, 1 era d'una empresa immobiliària i 1 d'una entitat de l'administració pública.
L'any 2000 a Mouflières hi havia 6 explotacions agrícoles.

## Poblacions més properes

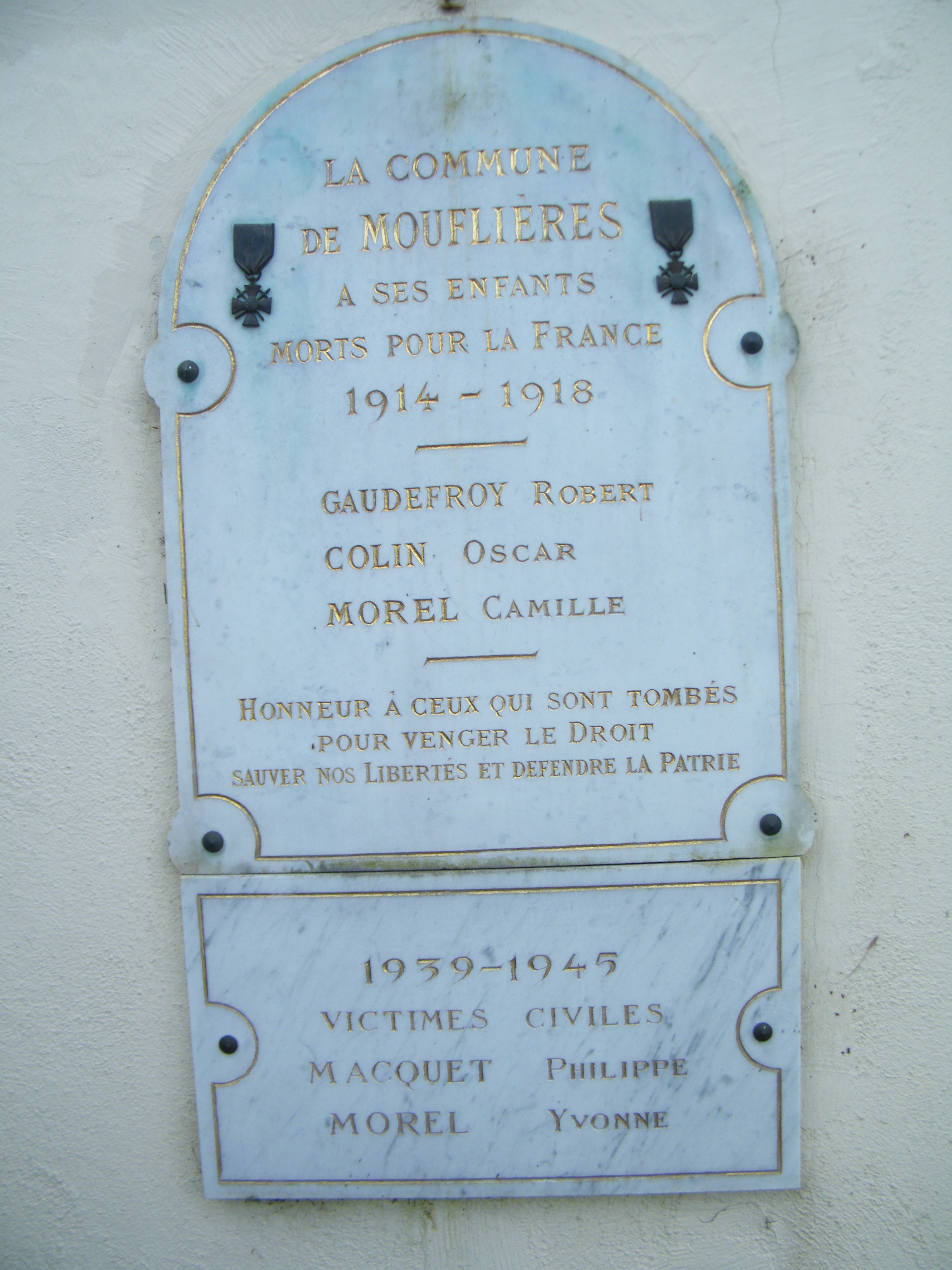

El següent diagrama mostra les poblacions més properes.